# Abierto Mexicano de Tenis 2001 - Qualificazioni doppio maschile
Le qualificazioni del doppio maschile dell'Abierto Mexicano de Tenis 2001 sono state un torneo di tennis preliminare per accedere alla fase finale della manifestazione. I vincitori dell'ultimo turno sono entrati di diritto nel tabellone principale. In caso di ritiro di uno o più giocatori aventi diritto a questi sono subentrati i lucky loser, ossia i giocatori che hanno perso nell'ultimo turno ma che avevano una classifica più alta rispetto agli altri partecipanti che avevano comunque perso nel turno finale.
Le qualificazioni del doppio maschile prevedevano 4 coppie partecipanti di cui una è entrata nel tabellone principale.

## Teste di serie
1. Mark Merklein /  Mitch Sprengelmeyer (Qualificati)

1. Guillermo Cañas /  Nicolás Massú (ultimo turno)

## Qualificati
1. Mark Merklein /  Mitch Sprengelmeyer

## Tabellone

### Legenda
| - Q = Qualificato - WC = Wild card - LL = Lucky loser | - ALT = Alternate - SE = Special Exempt - PR = Protected Ranking | - w/o = Walkover - r = Ritirato - d = Squalificato |

|  | Primo turno | Primo turno                       | Primo turno                       | Primo turno | Primo turno |  |  | Ultimo turno | Ultimo turno                      | Ultimo turno | Ultimo turno | Ultimo turno |  |
|  |             |                                   |                                   |             |             |  |  |              |                                   |              |              |              |  |
|  | 1           | Mark Merklein Mitch Sprengelmeyer | Mark Merklein Mitch Sprengelmeyer | 6           | 6           |  |  |              |                                   |              |              |              |  |
|  |             | Hicham Arazi Nicolas Coutelot     | Hicham Arazi Nicolas Coutelot     | 4           | 4           |  |  | 1            | Mark Merklein Mitch Sprengelmeyer | 6            | 5            | 6            |  |
|  | 2           | Guillermo Cañas Nicolás Massú     | Guillermo Cañas Nicolás Massú     | 6           | 6           |  |  | 2            | Guillermo Cañas Nicolás Massú     | 4            | 7            | 3            |  |
|  |             | Luis Horna Tommy Robredo          | Luis Horna Tommy Robredo          | 2           | 4           |  |  |              |                                   |              |              |              |  |